# Sulcophanaeus
Sulcophanaeus (лат.) — род жесткокрылых насекомых семейства пластинчатоусых, подсемейства скарабеин. Этот род имеет неотропическое распространение (Центральная и Южная Америка).

## Описание
Виды этого рода могут достигать в длину 20—25 миллиметров. Короткотелые и коренастые навозные жуки. Род включает некоторые особенно красочные виды, многие из которых имеют металлический окрас, другие — чёрный. Особенно у самцов, как правило, есть рога и разного рода выросты на голове и переднеспинке. Часто у самца на лбу длинные изогнутые рога. Ширина переднеспинки значительно больше, чем длина. Надкрылья короткие и широкие с глубокими продольными складками. Дневные копрофаги.

## Виды
Sulcophanaeus включает пять групп видов (faunus, carnifex, auricollis, imperator и menelas) и около 15 признанных видов:
- Sulcophanaeus actaeon (Erichson, 1847)
- Sulcophanaeus auricollis (von Harold, 1880)
- Sulcophanaeus batesi (von Harold, 1868)
- Sulcophanaeus carnifex (Linnaeus, 1758)
- Sulcophanaeus chryseicollis (von Harold, 1863)
- Sulcophanaeus columbi (W.S. MacLeay, 1819)
- Sulcophanaeus faunus (Fabricius, 1775)
- Sulcophanaeus imperator (Chevrolat, 1844)
- Sulcophanaeus leander (Waterhouse, 1891)
- Sulcophanaeus menelas (Laporte de Castelnau, 1840)
- Sulcophanaeus miyashitai Arnaud, 2002
- Sulcophanaeus noctis (Bates, 1887)
- Sulcophanaeus rhadamanthus (von Harold, 1875)
- Sulcophanaeus steinheili (von Harold, 1875)
- Sulcophanaeus velutinus (Murray, 1856)

## Галерея

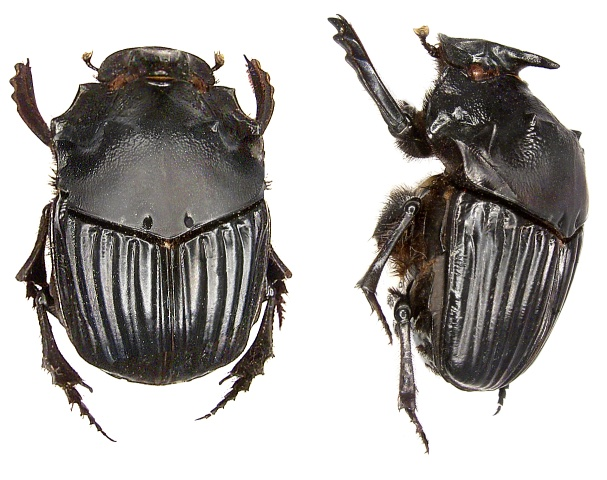
Sulcophanaeus faunus — самка
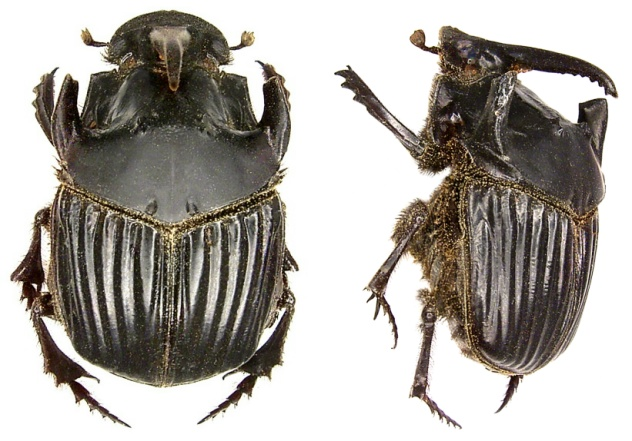
Sulcophanaeus faunus — самец
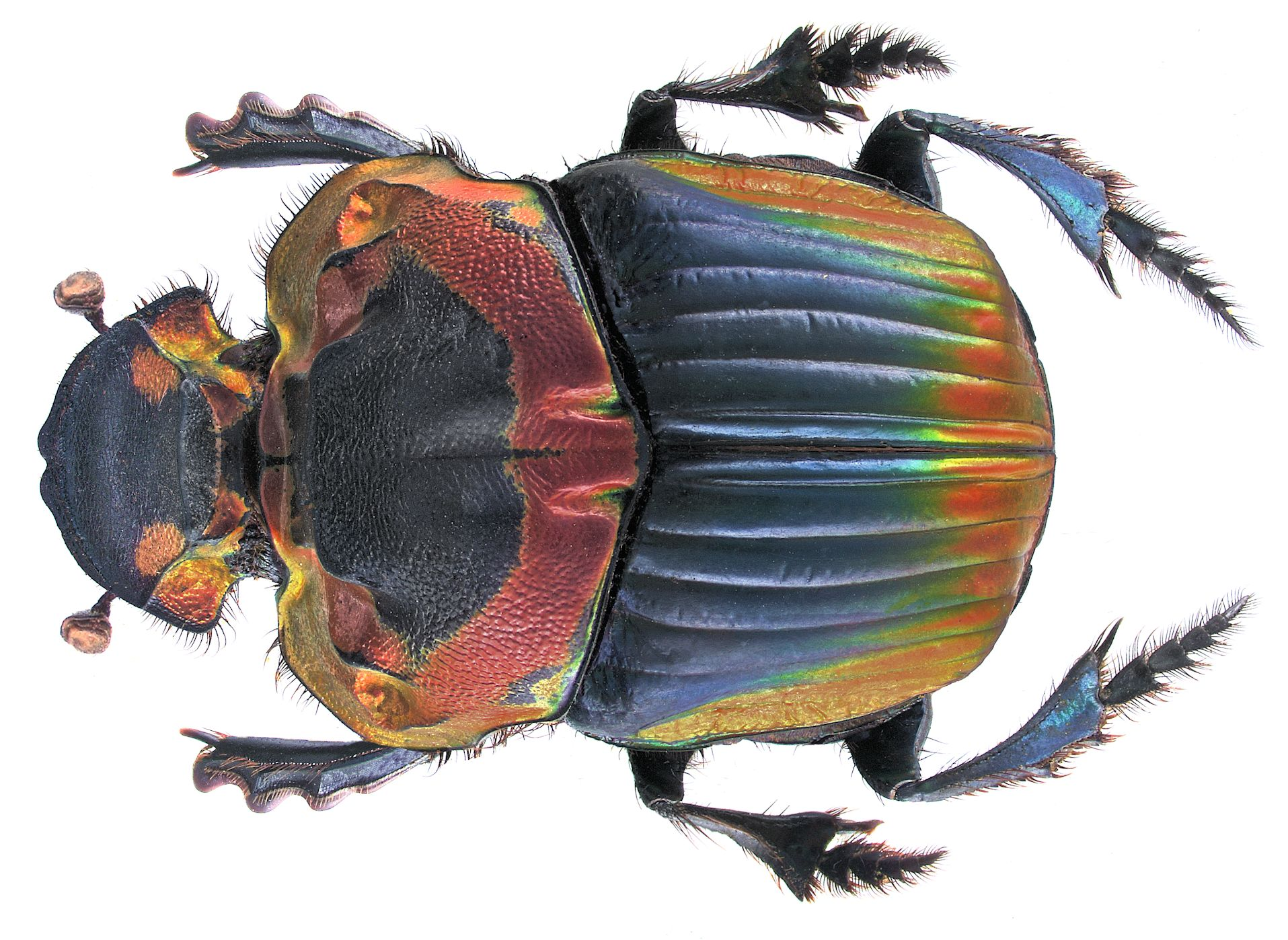
Sulcophanaeus imperator alticollis — самка
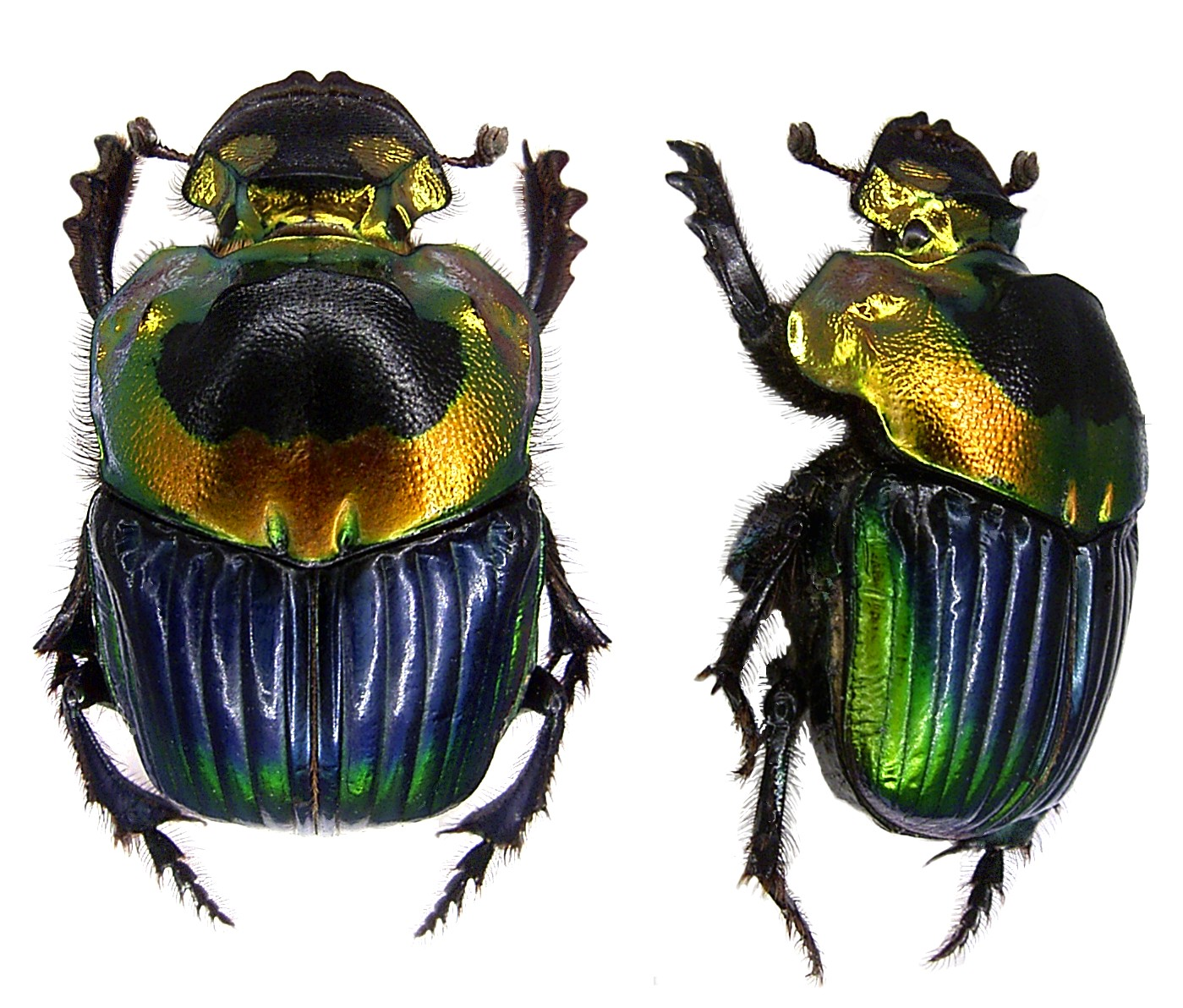
Sulcophanaeus imperator imperator — самка
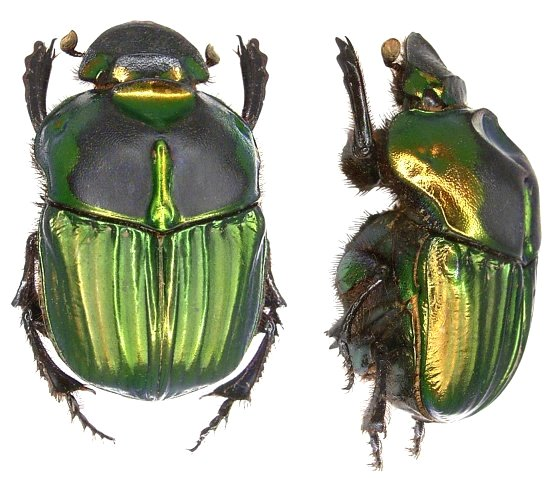
Sulcophanaeus menelas